# Rue Massillon
Rue Massillon är en gata på Île de la Cité i Quartier Notre-Dame i Paris 4:e arrondissement. Gatan är uppkallad efter den franske biskopen och predikanten Jean-Baptiste Massillon (1663–1742). Rue Massillon börjar vid Rue Chanoinesse 5 och slutar vid Rue du Cloître-Notre-Dame 6 ter. Gatan invigdes år 1810.

## Bilder
| - Gatuskylt. - Jean-Baptiste Massillon. - Hôtel Roger de Gaillon. - Notre-Dame. |

## Omgivningar
- Notre-Dame
- Sainte-Chapelle
- Chapelle Saint-Aignan
- Hôtel Roger de Gaillon
- Pont Saint-Louis
- Au Vieux Paris
- Rue des Chantres

## Kommunikationer
- Tunnelbana – linje  – Cité
- Busshållplats Pont d'Arcole – Paris bussnät, linje 75
- Busshållplats Quai aux Fleurs – Pont Saint-Louis – Paris bussnät, linje 75

### Webbkällor
- ”Rue Massillon”. Mairie de Paris. https://web.archive.org/web/20190905051808/http://www.v2asp.paris.fr/commun/v2asp/v2/nomenclature_voies/Voieactu/6078.nom.htm. Läst 22 mars 2022.
- ”Rue Massillon (4ème arrondissement)”. Les rues de Paris. https://web.archive.org/web/20171111014928/http://www.parisrues.com/rues04/paris-04-rue-massillon.html. Läst 22 mars 2022.